# Andreas Bornschein
Andreas Bornschein (* 29. November 1956 in Leipzig) ist ein ehemaliger deutscher Fußballspieler. Für den 1. FC Lokomotive Leipzig spielte er in der DDR-Oberliga, der höchsten Spielklasse im DDR-Fußball. Mit dem 1. FC Lok wurde er 1976 FDGB-Pokalsieger. Bornschein spielte einmal für die DDR-Nationalmannschaft und war zuvor Junioren- und Nachwuchsnationalspieler für den DFV der DDR.

## Sportliche Laufbahn

### 1. FC Lokomotive Leipzig
Bornschein kam 1967 als Zehnjähriger zum 1. FC Lok Leipzig, bei dem er unter Übungsleiter Wolfgang Wagner organisiert mit dem Fußballspielen begann. Mit dem Leipziger Fußballclub, bei dem er bis 1975 alle Nachwuchsmannschaften durchlief, wurde er 1973/74 in der Juniorenoberliga unter Coach Heinz Joerk DDR-Meister. Bereits im Juniorenalter sammelte Bornschein in der zweitklassigen Liga erste Erfahrungen im Männerfußball. Für die 2. Mannschaft der Leipziger lief er in fünf Partien der Saison 1974/75 auf.
Zur Saison 1975/76 wurde der 1,72 Meter große Bornschein, der inzwischen seine Lehre zum Kraftfahrzeugschlosser abgeschlossen hatte, für die Oberligamannschaft des 1. FC Lok nominiert. Bereits am 2. Saisonspieltag, dem 27. August 1975, kam er zu seinem ersten Oberligaeinsatz. In der Begegnung 1. FC Lok – 1. FC Magdeburg (2:1) wurde er in 68. Minute für Andreas Roth eingewechselt. Bis zum Saisonende wurde er in insgesamt 13 Erstligaspielen aufgeboten, bestritt aber nur vier Spiele über die volle Zeit. Sein erstes Oberligator erzielte Bornschein am 19. Spieltag beim 1:1 in Jena, als er seine Mannschaft in der 32. Minute in Führung geschossen hatte. Die Saison schloss er mit seinem ersten großen Erfolg im Männerbereich ab. Am 1. Mai 1976 stand er in den letzten zwölf Minuten im Finale um den DDR-Fußballpokal, das seine Mannschaft mit 3:0 über den FC Vorwärts Frankfurt gewann.
In den folgenden zwei Spielzeiten zwischen 1976 und 1978 war Bornschein nur Ersatzspieler und bestritt lediglich 23 der 46 ausgetragenen Punktspiele. Im vom 1. FC Lok verlorenen Pokalfinale von 1977 wurde er ebenfalls nur für 16 Minuten eingewechselt. Aufgrund dieser Bilanz wurde er für die Saison 1978/79 in die Nachwuchsoberligaelf zurückgestuft. Dort spielte er jedoch nur bis zum Oktober 1978. Danach wurde er zum Militärdienst eingezogen. Während seiner Zeit in der Nationalen Volksarmee sind für Bornschein keine Einsätze bei jener der Armeesportvereinigung Vorwärts zugehörigen ASG Vorwärts Dessau verzeichnet.
Nach dem Ende seiner Wehrpflicht wurde Bornschein für die Spielzeit 1980/81 wieder in die Oberligamannschaft des 1. FC Lok aufgenommen. Erneut kam er aber nicht über den Ersatzspielerstatus hinaus, er bestritt nur zehn Punktspiele mit nur zwei Vollzeiteinsätzen und wurde auch nicht im für Leipzig gewonnenen Pokalendspiel eingesetzt. Die beste Leistung seiner Oberligalaufbahn zeigte er in der Saison 1981/82, in der er hauptsächlich als Linksaußenstürmer 17 Punktspiele bestritt und mit acht Toren neben Dieter Kühn bester Torschütze des 1. FC Lok wurde.
Am 1. Spieltag der Saison 1982/83 zog sich Bornschein eine schwere Verletzung zu, bei der eine Arterie im Knie beschädigt wurde. Danach war er nicht mehr voll belastbar und wurde bis 1984 in seinen letzten 16 Oberligaspielen nicht mehr über die volle Spieldauer eingesetzt. Sein letztes Oberligaspiel bestritt er 27-jährig am 14. April 1984. In der Begegnung des 22. Spieltages der Saison 1983/84 1. FC Lok – Hallescher FC (4:1) wurde er noch einmal für 35 Minuten eingewechselt. Damit war er innerhalb von zehn Jahren auf 80 Oberligaspiele gekommen, in denen er hauptsächlich auf der linken Angriffsseite gespielt und 19 Tore erzielt hatte. In seiner Zeit als Mitglied der Oberligamannschaft trug der 1. FC Lok Leipzig 23 nationale Pokalspiele aus, von denen Bornschein 17 (8 Tore) bestritt. Von den 24 Europapokalspielen in diesem Zeitraum absolvierte er 10 Begegnungen (1 Tor).
Obwohl Bornschein für die Saison 1984/85 noch einmal für das Oberligaaufgebot nominiert wurde, kam er nicht mehr zum Einsatz. Im Sommer 1985 beendete er seine Karriere.

### Auswahleinsätze
Als Juniorenspieler wurde er 1974 in den Kader der DDR-U-18-Auswahl aufgenommen. Sein erstes Juniorenländerspiel bestritt er als Einwechselspieler am 8. November 1974 in der Begegnung DDR – Bulgarien (3:0). Bis Mai 1975, als er mit der ostdeutschen Auswahl am UEFA-Juniorenturnier in der Schweiz teilnahm, kam er als Mittelfeldspieler insgesamt in 13 Ländertreffen in dieser Altersklasse zum Einsatz. Anschließend rückte er in die Nachwuchsnationalmannschaft auf, für die er zwischen September 1975 und März 1977 sechs Länderspiele (zwei Tore) bestritt.
Die guten Leistungen in der Oberliga im Frühjahr 1982 bewirkten, dass Bornschein in den Kader der DDR-A-Nationalmannschaft berufen wurde. Am 5. Mai 1982 wirkte er für 76 Minuten im Freundschaftsspiel Sowjetunion – DDR (1:0) als Linksaußen mit. Laut Fachblatt fuwo – Die neue Fußballwoche war bei seinem Debüt von einer „gewissen Frechheit, die Bornschein auszeichnet, nichts zu sehen.“ Im folgenden Länderspiel gehörte er noch mit zum Spieleraufgebot, danach schied er wegen einer schwerwiegenden Verletzung aus der Nationalmannschaft aus.

## Trainerlaufbahn
Ab Mitte der 1980er-Jahre wurde er beim 1. FC Lok Torwarttrainer. Nach 1990 agierte er im Nachwuchsbereich und war zeitweise auch als Co-Trainer der 1. Mannschaft tätig. Während der Bundesligasaison 1993/94 war er Zeugwart. 1996 verließ Bornschein den Klub und nahm eine Tätigkeit bei einer Entsorgungsfirma in Delitzsch an. Nebenbei trainierte er von 1997 bis 2002 die Bezirksklassenmannschaft SG Rotation Leipzig, mit der er 1999 in die Bezirksliga aufstieg. Anschließend trainierte er bis 2004 den Bezirksligisten SG Tauchau 99.